# Upernavik Lufthavn
Upernavik Lufthavn (IATA: JUV, ICAO: BGUK) er en grønlandsk flyveplads beliggende i Upernavik med en asfaltlandingsbane på 799 m x 30 m. I 2008 var der 6.564 afrejsende passagerer fra flyvepladsen fordelt på 864 starter (gennemsnitligt 7,60 passagerer pr. start).
Upernavik Lufthavn drives af Mittarfeqarfiit, Grønlands Lufthavnsvæsen. Statens Luftfartsvæsen fører tilsyn med flyvepladsen.

## Eksterne links
- AIP for BGUK fra Statens Luftfartsvæsen Arkiveret 24. februar 2012 hos  Wayback Machine